# Białoborze
Białoborze – wieś w Polsce położona w województwie świętokrzyskim, w powiecie buskim, w gminie Stopnica.
Wieś położona przy drodze wojewódzkiej nr 757, ok. 2,5 km od centrum Stopnicy.
W latach 1954-1961 wieś należała, siedzibą władz była do 1959 r., gromady Białoborze, po jej zniesieniu w gromadzie Stopnica Druga. W latach 1975–1998 miejscowość administracyjnie należała do województwa kieleckiego.

## Części wsi
| SIMC    | Nazwa    | Rodzaj    |
| ------- | -------- | --------- |
| 0272253 | Hektary  | część wsi |
| 0272260 | Za Szosą | część wsi |

## Historia wsi
W połowie XV wieku była to wieś królewska, mająca 18 łanów kmiecych. Dziesięcinę, wartości do 15 grzywien oddawała prepozytowi stopnickiemu. (Jan Długosz L. B., t.II s.441).
W r. 1579 wojewoda krakowski płaci tu od 18 osad 7 łanów, 3 ubogich.(Pawiński Kod. Małop. 223)
W wieku XIX Białoborze opisano jako wieś w powiecie stopnickim, gminie i parafii Stopnica.
W roku 1827 posiadała 27 domów i 122 mieszkańców.